# Художественная литература (издательство)
«Художественная литература» (Худли́т; ранее Государственное издательство художественной литературы, Гослитиздат, ГИХЛ) — советское, впоследствии российское книжное издательство. Специализируется на издании русской, советской и зарубежной художественной литературы на русском языке. По состоянию на июль 2025 года представляло собой акционерное общество, находящееся в федеральной собственности. Расположено в Москве по адресу Новая Басманная улица, 19, стр. 1.

## История
Государственное издательство художественной литературы (ГИХЛ) основано 1 октября 1930 года в Москве по инициативе Максима Горького на базе литературно-художественного сектора Госиздата и издательства «Земля и фабрика». В 1934 году было переименовано в Гослитиздат. В 1937 году с ним было объединено расформированное издательство Academia. С 1963 года носит название Издательство «Художественная литература» (ИХЛ).
Издательство выпускало классические произведения мировой художественной литературы, а также наиболее значительные произведения современных зарубежных авторов. Современных отечественных авторов включали в план только в том случае, если они входили в группу наиболее известных писателей, общепризнанных «классиков советской литературы».
В 1960—1980-х годах «Худлит» было крупнейшим в СССР издательством в сфере классической художественной литературы по количеству выпускаемых книг и тиражам. Так, в 1967—1977 годах увидела свет 200-томная «Библиотека всемирной литературы». Каждый том (первоначально тиражом 300 000, с 1973 года — 303 000 экземпляров) содержал вступительную статью, примечания и иллюстрации. К серии «Библиотека всемирной литературы» неформально примыкает «Библиотека классики», основанная в 1977 году и ограниченная хронологическими рамками XIX—XX веков. «Библиотека классики» была призвана восполнить пробелы в отражении истории развития мировой литературы в БВЛ, предварительный план серии включал 147 изданий.
В 1957 году издательство выпустило сборник «Литературные памятники Киевской Руси», составленный И. П. Ерёминым и Д. С. Лихачёвым. В 1969 году в серии «Библиотека всемирной литературы» был опубликован «Изборник», объединивший наиболее интересные произведения XI—XVII веков. В нём впервые была найдена форма параллельного издания древнерусского текста и его перевода. Читательский успех «Изборника» позволил приступить к изданию большой книжной серии «Памятники литературы Древней Руси». Для того времени это было уникальное издание — оно охватывало период с XI до XVII века, включало более 200 произведений, более 8000 страниц в 12 томах, с текстами на двух языках (древнерусском и современном русском), с комментариями, научным аппаратом, иллюстрациями. Важнейшую роль в издании этой серии, наряду с сотрудниками издательства, играл академик Д. С. Лихачёв.
Осуществлены масштабные издания собраний сочинений Л. Толстого и М. Шолохова (тиражом 1 млн экз. каждое), собрание сочинений А. Пушкина тиражом 10 700 000 экз. По итогам акции «Книги в обмен на макулатуру» с 1974 года за 20 лет было выпущено 200 наименований художественной литературы тиражом 210 млн экземпляров.
Также ИХЛ выпускало «Роман-газету», журналы «Москва», «Нева», «Звезда», «Детская литература».
С 1963 по 1997 год действовало Ленинградское отделение издательства (филиал ИХЛ в Ленинграде).
В 1980 году издательство было награждено орденом Трудового Красного Знамени.
В системе Госкомиздата СССР в 1980-х годах издательство входило в главную редакцию художественной литературы. По объёму книгоиздания, измеряемому печатными листами-оттисками, «Художественная литература» было одним из лидирующих советских издательств, например, в 1980 году занимало по этому показателю второе место, уступая лишь «Просвещению». В 1980—1990 годы показатели издательской деятельности издательства были следующие:
|                                       | 1980     | 1985      | 1990      |
| ------------------------------------- | -------- | --------- | --------- |
| Кол-во книг и брошюр, печатных единиц | 335      | 334       | 364       |
| Тираж, млн экз.                       | 64,160   | 85,945    | 66,2216   |
| Печатных листов-оттисков, млн         | 1550,919 | 2218,2718 | 1756,5994 |

Уровень подготовки литературно-художественных изданий в ИХЛ был очень высок — в советское время с «Художественной литературой» сотрудничали лучшие литературоведы, переводчики, художники, а в штате были высокопрофессиональные редакторы, корректоры, технологи. «Худлит» регулярно выпускал так называемые «особо художественные» издания с большим числом оригинальных иллюстраций и миниатюрные книги.
Долгое время «Художественная литература» была неофициальным посредником между издательством Московской Патриархии под руководством митрополита Питирима и государственными полиграфическими предприятиями. По воспоминаниям Валентина Осипова, директора ИХЛ в 1977—1986 гг., это был «такой хитроумный запрет церковникам на прямое общение с типографиями. Умысел партбонз, в общем, зряшный, всего лишь перестраховочный».
После Перестройки издательство переживало серьёзный кризис, связанный как с общими тенденциями в книгоиздании, так и с субъективными факторами, продолжающийся фактически до настоящего времени. Так, в 1976 году было выпущено 318 книг и брошюр тиражом около 46,5 млн экз., в 1986 году — 334 издания тиражом 85 млн экз., в 1991 году — 277 книг тиражом почти 38 млн экземпляров, в 1994 году — 58 книг тиражом 2 млн экземпляров, в 1995 году — ни одной книги, в 1996 году — 38 книг тиражом едва 0,5 млн экземпляров. В 2015 году «Художественная литература» не входила даже в Топ-100 издательств России по количеству выпущенных книг и брошюр.
25 июля 2025 года Президентом Российской Федерации был подписан Указ о передаче издательства Союзу писателей России. Все действия по передаче должны завершиться до 25 января 2026 года.

## Директора
- 1930—1937 — Николай Никандрович Накоряков
  - 1934—1937 — Беспалов, Иван Михайлович (главный редактор)
- 1937—1939 — Лозовский, Соломон Абрамович
- 1939—1946 — Пётр Иванович Чагин (исполняющий обязанности)
  - 1939—1945 — Копяткевич, Александр Антонович (главный редактор)
- 1945—1948 — Головенченко, Фёдор Михайлович
- 1948—1956 — Котов, Анатолий Константинович
- 1957—1962 — Владыкин, Григорий Иванович
- 1963—1970 — Валерий Алексеевич Косолапов
- 1972—1977 — Виталий Сергеевич Сомов
- 1977—1986 — Осипов, Валентин Осипович
- 1987—1996 — Анджапаридзе, Георгий Андреевич
- 1996—2001 — Петров, Аркадий Наумович
- 2001—2007 — Колесников, Сергей Георгиевич
- 2008—2018 — Пряхин, Георгий Владимирович
- 2018—н.в. — Гришанов, Алексей Анатольевич

## Книжные серии, выходившие в издательстве
- Забытая книга
- Библиотека античной литературы (основана в 1963 г.)
- Библиотека всемирной литературы
- Народная библиотека (с 1930 по 1977 г.; продолжена серией «Классики и современники»)
- Классики и современники (с 1977 г.)
- Библиотека литературы Возрождения
- Библиотека исторического романа
- Библиотека учителя (межиздательская серия)
- Библиотека польской литературы (межиздательская серия)
- Библиотека финской литературы (межиздательская серия)
- Библиотека японской литературы (межиздательская серия)
- Библиотека китайской литературы (межиздательская серия)
- Библиотека индийской литературы (межиздательская серия)
- Восточный альманах
- Памятники литературы Древней Руси (основана в 1978 г.)
- Библиотека произведений, удостоенных Ленинской премии
- Литературные мемуары
- Зарубежный роман XX века (с 1957 г.)
- Библиотека классики (основана в 1977 г.,расформирован в 1991 г.)
- Русская муза (основана в 1985 г.)
- Библиотека советской поэзии (основана в 1957 г.)
- Сокровища лирической поэзии (с 1963 г.) и др.